# Rijkslandvoogdij Ortenau
De Ortenau was een rijkslandvoogdij binnen het Heilige Roomse Rijk in een streek in Baden-Württemberg die nu nog Ortenau heet.
De rijkslandvoogdij is ontstaan uit het gouwgraafschap Mortenau. In de elfde eeuw was dit graafschap in handen van de hertogen van Zähringen. Onder de Hohenstaufen was het van 1218 tot 1245 rijksgoed. Tijdens het Interregnum viel het graafschap uiteen in een losse bond van kleine heerlijkheden. Rooms-koning Rudolf I wist een deel van het verloren gegane rijksgoed terug te veroveren. Deze gebieden vormden later de landvoogdij Mortenau.
De landvoogdij bestond uit ongeveer twintig dorpen met de gerechten Ortenberg, Griesheim, Appenweier en Achern.
Onder invloed van de naam van de burcht Ortenberg wijzigde zich de naam Mortenau in Ortenau.

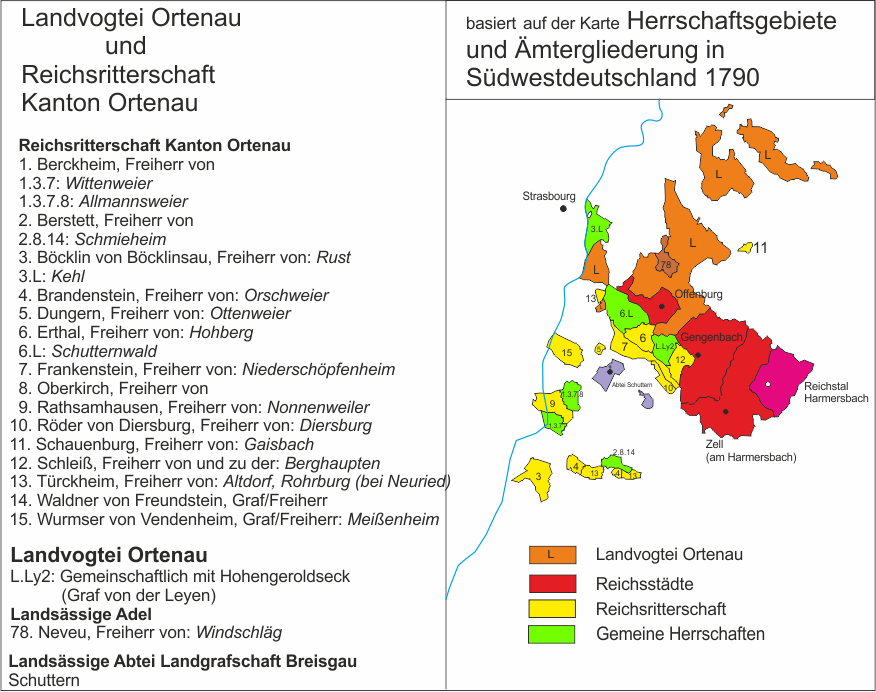
landvoogij Ortnau (Voor-Oostenrijk) en kanton Ortenau van de Rijksridderschap

Evenals de drie rijkssteden Offenburg, Gengenbach en Zell am Harmersbach was de landvoogdij frequent verpand.
Van 1331 tot 1351 was de landvoogdij aan het markgraafschap Baden en van 1351 tot 1504 aan het bisdom Straatsburg verpand. Van 1405 tot 1504 waren er twee verpandingen gelijktijdig: naast die aan het bisdom Straatsburg ook aan het keurvorstendom van de Palts.
Na de Landshuter Successieoorlog (1503-1505) gaf keizer Maximiliaan I de helft die de keurvorst van de Palts had bezeten aan graaf Wolfgang van Fürstenberg.
In 1551/6 kwam het gehele pand aan het aartshertogdom Oostenrijk. Voortaan was de rijkslandvoogdij een deel van Voor-Oostenrijk.
In 1617 deed aartshertog Ferdinand afstand van de Ortenau ten gunste van Spanje, maar de Dertigjarige Oorlog verhinderde de uitvoering van de gesloten verdragen.
in 1701 werd het markgraafschap Baden-Baden met de Ortenau en de drie rijkssteden beleend. Na het uitsterven van Baden-Baden in 1771 kwam de Ortenau weer bij Oostenrijk.
Volgens paragraaf 1 van de Reichsdeputationshauptschluss van 25 februari 1803 moest Oostenrijk de Breisgau en de Ortenau afstaan aan de hertog van Modena, die zijn hertogdom in 1796 had verloren.
Volgens paragraaf 32 kreeg de hertog van Modena twee zetels in de raad van vorsten in de Rijksdag: een voor de Breisgau en een voor de Ortenau.
De hertog van Modena overleed op 14 oktober 1803, waarna hij werd opgevolgd als hertog van de Breisgau door zijn schoonzoon Ferdinand van Oostenrijk.
Volgens artikel 8 van de Vrede van Presburg van 26 december 1805 kwamen de Breisgau en de Ortenau aan het keurvorstendom Baden.